# 343662 Robmorgan
343662 Robmorgan è un asteroide della fascia principale. Scoperto nel 2010, presenta un'orbita caratterizzata da un semiasse maggiore pari a 2,738484 UA e da un'eccentricità di 0,102038, inclinata di 8,661057° rispetto all'eclittica. Ha un diametro di 3,759 km.
È dedicato all'attore statunitense Rob Morgan.